# 雅魯藏布江女人
雅魯藏布江女人（1994年—2021年），重庆渝北人，时尚博客作者，毕业于墨尔本大学，在微博拥有超过140万的粉丝。2021年1月5日晚，在由北京去往上海的东航飞机上因心脏骤停去世。

## 外部連結
- 雅鲁藏布江女人微博 （页面存档备份，存于）